# Leo-Perutz-Preis
Der Leo-Perutz-Preis ist ein Literaturpreis, der von der Gemeinde Wien und dem Hauptverband des österreichischen Buchhandels vergeben wird. Der Preis ist nach dem Schriftsteller Leo Perutz (1882–1957) benannt.

## Preis
Mit dem Leo-Perutz-Preis wird alljährlich die beste Neuerscheinung aus dem Genre Kriminalroman im deutschen Sprachraum ausgezeichnet, die einen konkreten Wien-Bezug aufweist. Für die Vergabe zeichnet dabei eine Jury verantwortlich, die eine Shortlist mit den nominierten Kandidaten erstellt und aus dieser den endgültigen Preisträger kürt. Die Auszeichnung wurde am 28. September 2010 erstmals vergeben. Der Preis ist mit 5000 Euro dotiert.

## Jury
Die Jury besteht immer aus jeweils einem Vertreter oder einer Vertreterin des Magistrats der Stadt Wien (MA7), aus dem Hauptverband des Österreichischen Buchhandels, aus dem Journalismus, aus dem Sortiment sowie aus einem Autor bzw. einer Autorin. Die Entscheidungen der Jury werden unabhängig getroffen, die Jury lobt nicht aus. Zudem sitzt Silvia Vertetics in der Jury, Mitarbeiterin des Bestattungsunternehmens Himmelblau, einem Sponsor des Preises.
Der Jury (2015 bis 2017) gehörten an:
- Michaela Bokon, Buchhandlung Thalia
- Sylvia Faßl-Vogler, Kulturabteilung der Stadt Wien
- Christoph Huber, Journalist
- Erwin Riedesser, Hauptverband des österreichischen Buchhandels, Sprecher der Jury
- Eva Rossmann (2015), Autorin und Leo-Perutz-Preisträgerin 2014
- Theresa Prammer (2016), Autorin und Leo-Perutz-Preisträgerin 2015
- Andreas Gruber (2017), Autor und Leo-Perutz-Preisträger 2016

## Preisträger und Nominierungen
2010
- Das Matratzenhaus von Paulus Hochgatterer
- Schön tot von Edith Kneifl
- Die Naschmarkt-Morde von Gerhard Loibelsberger
- Warten auf Poirot von Nora Miedler
- Lemmings Zorn von Stefan Slupetzky – Preisträger[4]

2011
- Der Posamentenhändler von Georg Koytek und Lizl Stein – Preisträger[5]
- Seelenschacher von Martin Mucha
- Der Metzger holt den Teufel von Thomas Raab
- Evelyns Fall von Eva Rossmann
- Operation Rheingold von Franz Winter

2012
- Triangel von Anne Goldmann
- Der bessere Mensch von Georg Haderer
- Der Tod fährt Riesenrad. Ein historischer Wien-Krimi von Edith Kneifl
- Der Metzger bricht das Eis von Thomas Raab
- Das Schwert des Ostens von Manfred Rebhandl – Preisträger[6][7]

2013
- Mädchenauge von Christian David
- Engel und Dämonen von Georg Haderer
- Marathonduell von Sabina Naber
- Tod hinter dem Stephansdom von Beate Maxian
- Der Metzger kommt ins Paradies von Thomas Raab – Preisträger[8][9]

2014
- Schrottplatz Blues von Jürgen Benvenuti
- Das Polykrates-Syndrom von Antonio Fian
- Lichtschacht von Anne Goldmann
- Männerfallen von Eva Rossmann – Preisträgerin[10]
- Polivka hat einen Traum von Stefan Slupetzky

2015
- Sonnenbraut von Christian David
- Todesurteil von Andreas Gruber
- Teures Schweigen von Daniela Larcher
- Wiener Totenlieder von Theresa Prammer – Preisträgerin[11]
- Im Bett mit dem Teufel von Dolores Schmidinger

2016
- Die Altmeister von Hannelore Fischer
- Racheherbst von Andreas Gruber – Preisträger
- Seestadt von Fritz Lehner
- Tod in der Hofburg von Beate Maxian
- Goodbye von Andreas Pittler

2017
- Der zweite Reiter von Alex Beer – Preisträgerin[12]
- Der Moddetektiv von Christopher Just
- Erstbezug von Stefan Peters
- Die unbekannte Schwester von Theresa Prammer
- Totenvogel von Hans-Peter Vertacnik

2018
- Tod vor dem Steffl von Albert Frank
- Falsches Licht von David Krems
- NITRO von Fritz Lehner – Preisträger
- Tod in der Kaisergruft von Beate Maxian
- Die Frau im roten Mantel von Günter Neuwirth

2019
- Der dunkle Bote von Alex Beer – Preisträgerin[13][14]
- Das größere Verbrechen von Anne Goldmann
- Mord auf der Donau von Beate Maly
- Der Schatten von Melanie Raabe
- Der schlaflose Cheng von Heinrich Steinfest

2020
- Wiener Blues von Johann Allacher[15]
- Zu viele Putzfrauen von El Awadalla
- Vanitas – Grau wie Asche von Ursula Poznanski – Preisträgerin[16]
- Im Netz des Lemming von Stefan Slupetzky
- Donaumelodien – Praterblut von Bastian Zach

2021
- Die Totenärztin: Wiener Blut von René Anour
- Nur der Tod ist unsterblich von Reinhard Gnettner
- Alle kleinen Tiere von Anne Goldmann – Preisträgerin[17]
- Die Saubermacherin von Sabine Kunz
- Leopoldstadt von Sabina Naber

2022
- Du wirst mich töten von Uli Brée – Preisträger[18][19]
- Wiener Wiederauferstehung von Heidi Emfried
- Seht ihr es nicht? von Georg Haderer
- Mein Leben als Serienmörder von Josef Kleindienst
- Das giftige Glück von Gudrun Lerchbaum

2023
- Winter in Wien von Markus Deisenberger
- Fluch der Venus  von Peter Lorath
- Aurelia und die letzte Fahrt  von Beate Maly
- Herr Kuranaga  von Günther Mayr
- Der Hai im System  von Kurt Palm – Preisträger[21]

2024
- Gemälde eines Mordes von Heinrich Steinfest – Preisträger
- Tanz der Furien – Wiener Abgründe von Peter Lorath
- Wiener Magnolienmord von Annemarie Mitterhofer
- Schattenriss von Theresa Prammer
- Hundert Kilo Einsamkeit von Manfred Rebhandl

2025
- Freunderlwirtschaft von Petra Hartlieb
- Niemand hat es kommen sehen von Gudrun Lerchbaum
- Wiener Enzianmord von Annemarie Mitterhofer
- Teufels Tanz von Ursula Poznanski
- Der Metzger gräbt um von Thomas Raab